# Chateau Meiland VIPS
Chateau Meiland VIPS is een Nederlands televisieprogramma dat in 2024 uitgezonden werd door SBS6. De familie Meiland, bestaande uit Martien Meiland, Erica Renkema, Montana Meiland en Maxime Meiland, ontving hierin iedere aflevering twee andere bekende Nederlanders in hun pension.
Het programma was een spin-off van het programma Chateau Meiland, hier stamde tevens ook de programmanaam van af.

## Format
In het programma ontvangt de familie Meiland, bestaande uit Martien Meiland, Erica Renkema, Montana Meiland en Maxime Meiland, iedere aflevering twee gasten in hun pension. Deze twee gasten zijn iedere week twee andere bekende Nederlanders.
De bekende gasten worden door de familie Meiland in de watten gelegd en maken tijdens hun korte verblijf, van een dag en een nacht, tijdelijk deel uit van het leven van de familie. In de tussentijd gaat de familie ook met hun gasten in gesprek over relevante onderwerpen en stellen ze hen vragen die ze altijd al hadden willen stellen. 
Daarnaast staan er iedere aflevering verrassende activiteiten op de planning voor de familie en hun gasten; deze activiteiten verschillen per aflevering, ze lopen uiteen van een schilderworkshop tot een winterse barbecue.

## Afleveringsoverzicht
| Afl. | Uitzenddatum     | Bekende gasten        | Bekende gasten          | Kijkcijfers |
| ---- | ---------------- | --------------------- | ----------------------- | ----------- |
| 1    | 26 februari 2024 | Caroline van der Plas | John de Bever           | 1.335.000   |
| 2    | 4 maart 2024     | Patty Brard           | Debbie de Jong          | 1.225.000   |
| 3    | 11 maart 2024    | Viktor Brand          | Sylvia Geersen          | 1.188.000   |
| 4    | 18 maart 2024    | Catherine Keyl        | Koen Pieter van Dijk    | 1.099.000   |
| 5    | 25 maart 2024    | Patricia Paay         | Wolter Kroes            | 1.189.000   |
| 6    | 1 april 2024     | Pauline Wingelaar     | Dave von Raven          | 1.063.000   |
| 7    | 8 april 2024     | Gordon                | Berget Lewis            | 1.047.000   |
| 8    | 15 april 2024    | Frank Visser          | Miljuschka Witzenhausen | 973.000     |

## Achtergrond
Op 7 november 2023 lekte televisiekenner en oud-programmadirecteur Tina Nijkamp via Instagram dat Talpa Network bezig was met het ontwikkelen van dit nieuwe programma met de familie Meiland in de hoofdrol. Diezelfde dag werd de komst van het programma door Talpa en producent Vincent ter Voert van Vincent TV Producties bevestigd.
In december 2023, tijdens het adverteerdersevent ‘Samen bereik je meer’ van Talpa Network in de RAI Amsterdam, maakte presentator Martien Meiland de eerste twee bekende Nederlanders bekend die te gast zullen zijn in het programma; Patricia Paay en Wolter Kroes. De opnames van het programma gingen in januari 2024 van start in het pension van de familie Meiland in Noordwijk. Tijdens deze opnamenperiode werden ook Patty Brard, Debbie de Jong, Viktor Brand en Sylvia Geersen onthuld als deelnemende gasten.
De eerste aflevering van het programma werd uitgezonden op maandagavond 26 februari 2024. Het programma werd gemengd ontvangen; zo schreven televisierecensenten dat de familie Meiland met dit programma hun oorspronkelijke Chateau Meiland nog verder uitmelken en dat deze VIPS-versie een kopie is van al bestaande formats, daarnaast vonden ze het vooral om de familie draaien en niet om hun gasten. Aan de andere kant werd er door de kijkers geschreven dat de chemie tussen Martien Meiland en zijn gast John de Bever eraf spatte. Ondanks de kritiek van televisierecensenten werd de eerste aflevering door ruim 1.335.000 kijkers bekeken, daarmee was het de tweede best bekeken programma van die dag.

## Trivia
- Het pension waar de familie Meiland hun bekende gasten in ontvangen is hun eigen pension; de aankoop en de verbouwing van dit pension was te zien in hun realitysoap Chateau Meiland, waar dit programma uit voort is gekomen.[18][19]